# 佐野史郎
佐野 史郎（さの しろう、1955年〈昭和30年〉3月4日 - ）は、日本の俳優、映画監督、ミュージシャン。島根県松江市出身。所属事務所はmewgullで、かつてはアベベネクストに所属していた。

## 来歴
勤務医である父親がインターン勤務で山梨県にいた関係で山梨市に生まれる。佐野家は島根県松江市で江戸時代から続く医家。生後2か月で、東京都世田谷区代田橋へ転居し、のち都内練馬区桜台へ引っ越した。小学校一年の三学期6歳の時に父親が松江の実家（佐野内科医院）を継ぐため郷里の松江市へ引っ越した。
島根大学教育学部附属中学校を経て島根県立松江南高等学校卒業。美術大学の受験に失敗して上京後、美學校の中村宏油彩画工房で空気遠近法を学ぶ。1975年、劇団「シェイクスピア・シアター」に創設メンバーとして参加。1980年、唐十郎主宰の「状況劇場」へ移り、1984年まで在籍。1986年に林海象監督の一般公開デビュー作となる『夢みるように眠りたい』の主役で映画に初主演した。1992年7月3日から9月25日の毎週金曜日に放送されたテレビドラマ『ずっとあなたが好きだった』の桂田冬彦（冬彦さん）を演じたことで広く知られるようになり、「冬彦さん=マザコン」となるほどの社会現象を生んだ。冬彦役の影響から、「知的ながらもどこか狂気を宿した演技」での起用が多いが、正統派からコミカルまで幅広く演技する。
1995年からは竹内銃一郎と隔年活動の演劇ユニット「JIS企画」を組んで本多劇場をメインとして活動していたが、2004年から活動を休止している。2018年、『限界団地』で連続テレビドラマ初主演を果たした。2019年11月6日、茨城県内で行われた『ダウンタウンのガキの使いやあらへんで! 年末スペシャル』（日本テレビ、12月31日）のロケ中に腰椎を骨折し、全治2か月と診断される。
2020年1月14日スタートの『10の秘密』（フジテレビ）の撮影でドラマの仕事に復帰。2021年4月末、くまもと復興映画祭でのトークイベントを終えて帰京すると発熱したが、検査しても新型コロナウイルス感染症ではなく、5月4日に出演中のTBSテレビドラマ『リコカツ』のプロデューサーに紹介されたクリニックで詳しい診察と検査を行ったところ腎臓機能障害が判明したため入院することになり、主人公の父・水口武史役を撮影途中で降板することが発表され、第四話から代役は平田満が務めることとなった。同年7月10日に退院した。
同年12月10日放送の『徹子の部屋』（テレビ朝日）に出演し、病名が多発性骨髄腫であることを明かし、再入院して治療中であることが公式サイトで公表された。12月26日、 退院したことを公式サイトで報告した。入院中は自身の造血幹細胞移植と抗がん剤投与の治療を受け、「血液のがん」である多発性骨髄腫であると明かすとインパクトが大きく、『リコカツ』が始まったばかりで、あまり騒がせてはいけないという配慮から当初は「腎臓機能障害」という病名にしていた。2度の入院を経て復帰。ライフワークである公演「小泉八雲朗読のしらべ」（2022年10月28日開催）のため、地元・島根県松江市に帰郷。闘病中、「全然平常心で。落ち込みや不安は一切なかった」「壮絶な治療すら与えられた"役柄"だと思い、"役"を演じるように治療に専念した」と話した。一時は死も覚悟したが、復帰後は演じることが好きだと改めて感じているという。
2023年6月29日、急性腎障害で緊急入院することを報告。7月8日、退院を報告した。

## 人物

### 文学
父が多趣味で、母は文学が好きだったことから幼少期から多彩な芸術に触れた。極度のラヴクラフティアン（作家 H・P・ラヴクラフト愛好家）。好きな作品は『銀の鍵の門を越えて』『アウトサイダー』、好きな邪神はウボ＝サスラ。1992年にTBSの番組『ギミア・ぶれいく』で放映されたショートドラマ「インスマスを覆う影」に主演した。日本で初めてラヴクラフト作品の映像化を実現したドラマであり、脚本家の小中千昭やディレクターの那須田淳と意気投合し、企画が実現したという。ゴジラをダゴン解釈する説も提唱しており、自身が出演した『ゴジラ FINAL WARS』でもクトゥルフ神話の邪神召喚の呪文をセリフに取り入れている。

### ホラー
育った松江時代に、小泉八雲の怪談話に強く関心を持つようになった。それ以来八雲に関する本の執筆やトークショー・テレビ番組出演、2007年からは朗読公演、一人娘に「八雲」と名づけるほどの八雲ファンである。また妖怪を通じて漫画家の水木しげるや、その水木の弟子を自称する京極夏彦らと交流があり、2005年公開の映画『妖怪大戦争』では水木・京極と共演した。妖怪以外にも江戸川乱歩、ゴジラ、ドラキュラの他、クトゥルフ神話などのゴシックホラーファンとしても有名である。

### ゴジラ
ゴジラについても、原体験は映画ではなく香山滋の原作小説であったといい、佐野は香山を江戸川乱歩に並ぶ偉大な作家であると評している。佐野自身は、これらの趣味について読書家であった両親からの影響も大きいと述べている。
『ゴジラマガジン』Vol.4のインタビューで、ゴジラ映画にこれから出て欲しい俳優第1位になったことに対して「どんな賞をいただくよりもいちばん嬉しいかもしれない」と語り、（編集部の）“予想を遙かに上回る熱烈なゴジラファン”と紹介された。その後、実際にゴジラシリーズ（『ゴジラ2000 ミレニアム』など）へ複数回出演している。本人曰く、「平田昭彦さんの演じたような博士をぜひ演じたい!」「クレージーキャッツとゴジラは永遠に僕のヒーローです」。一方で、『ゴジラ2000』以前にもオファーがあったが、佐野は思い入れが強すぎるため断ってたという。佐野自身は、『ゴジラ2000』では自身が得た興奮を伝えたいと考えていたが、失敗したと語っている。また、ゴジラシリーズには俳優としてだけでなくスタッフとしても関わりたいという気持ちが強く、自身でゴジラ作品のプロットや脚本を構想している。

### 音楽
中学時代から音楽にのめり込み、ビートルズやザ・フォーク・クルセダーズ、高石ともや、岡林信康、ジャックス、はっぴいえんどなどを聴きまくる。ロックやフォークソング、ニューミュージックに精通。BOWWOWの山本恭司とは高校の同級生にあたり、当時から親交があった。高校時代は「題名のないバンド」（名前は『題名のない音楽会』に由来）というバンドを組んでいた。1971年、16歳で島根から鈍行列車に乗って岐阜県中津川市で開催された第3回全日本フォークジャンボリーに足を運び、会場の設営を手伝った。吉田拓郎の伝説的パフォーマンスも最前列で観戦。はっぴいえんどの演奏も真ん前で観て、実況録音盤にははっぴいえんどの演奏の後「ええど、ええど」という佐野の声が収録されている。
趣味はエレキギター、スキューバダイビング。「タイムスリップ」、「Sanch」などのロックバンドを組んだり、「はっぴいえんど」研究も行っている。『はっぴいえんどBOX』の1枚として発売された1985年発売の『THE HAPPY END』のCD盤のCD-EXTRAの『若いこだま』（NHKラジオ第一/71年12月3日22時15分より放送）は佐野が当時エアチェックしていた音源である。Sanchとしては、2005年のフジ・ロック・フェスティバルへ出演している。
松任谷由実がデビュー当時からの最古参ファンでもあり、上京後には渋谷ジァン・ジァンなどの各コンサート会場へ出掛けるなど、ユーミンの追っかけをしていた。「ユーミンに当時の話をしたら嫌がられた（笑）」と雑誌『レコードマップ』のインタビューなどで話している。2018年に開催された「TIME MACHINE TOUR Traveling Through 45years」パンフレットにユーミンのデビュー当時の想い出等を寄稿している。
キャンディーズの大ファン。1978年4月4日に行われた解散コンサート「ファイナルカーニバル」当日は、所属していた劇団の稽古があって直接見ることができなかった。しかし、同コンサートの空気を少しでも感じたいとの思いから、稽古後すぐに会場である後楽園球場の外に訪れて漏れてくる音を聴いた。帰宅後、ラジオ番組で流れた同コンサートの録音放送を聴いた。また俳優になった後、キャンディーズの元メンバーである田中好子、伊藤蘭とそれぞれ共演を果たしている。

### その他
第134回直木賞を受賞した『容疑者Xの献身』の探偵役である物理学者・湯川学は佐野をイメージして書いたと、作者の東野圭吾は語っている。また、佐野は湯川シリーズの第一作『探偵ガリレオ』の文庫版の解説を担当。
幼少期に祖父を交通事故で失った経験から、自動車運転免許を取得していない。
ブレイクする以前には『さんまのまんま』のセット準備のバイトをしたことがある、と本人が番組に出演した際に語っている。また、『夢みるように眠りたい』でヴェネツィア映画祭に招待され、帰国した翌日に同番組のセット設営の仕事が入っており、セットを組みながら「俺、一体何やっているんだろう?」と疑問に思ったこともあったという。

### 出身地に関して
日本一知名度の低い島根県を応援するリメンバーしまねの名誉団員。
弁護士の郷原信郎とは母親同士が学生時代からの親友であったことが縁で、幼少時代からの親友である。後に広島から戻ってきた郷原と共に松江南高校に進学し、同じ演劇部に所属していた。そして2011年には郷原が小説『司法記者』を上梓した際、池袋のジュンク堂書店で2人のトークショーが実現した。『司法記者』を映像化したドラマ『トクソウ』（WOWOW、2014年5月-6月放送）には、東京地検特捜部長役で出演している。なお、佐野・郷原共に1955年3月生まれであり、誕生日も郷原とはわずか2日違いである。
元サッカー選手の小村徳男、プロテニス選手の錦織圭、元プロ野球選手の白根尚貴は母校・松江市立乃木小学校の後輩である。
島根県松江市出身だが、ヤクルトスワローズファンである。
松江市交通局が運行する路線バス「ぐるっと松江レイクライン」の魅力を高める取り組みとして、2013年から車内アナウンスに彼の観光案内ナレーションを採用している。彼は帰省や仕事で年に数回松江に足を運んでいるという。
松江の医院は弟が継いでいる。

## 家族・親族
医師の父は多趣味で、写真、ヴァイオリン、機械いじり、鉄道模型などに精通。佐野自身もその血を受け継いだと話すほど、音楽、執筆、写真など多才。
妻の石川真希は状況劇場出身の女優で、かつて率いていたバンド「タイムスリップ」のボーカルである。夫婦でコマーシャル出演を果たしたこともある。タイムスリップには嶋田久作も在籍していた。

## 出演
※太字は主要キャラ

### テレビドラマ
- 大河ドラマ（NHK総合）
  - 独眼竜政宗（1987年） - 後藤孫兵衛 役
  - 翔ぶが如く（1990年） - 海江田信義 役
  - 花の乱（1994年） - 足利義視 役
  - おんな城主 直虎（2017年） - 太原雪斎 役
  - 西郷どん（2018年） - 井伊直弼 役[34]
- CLUB KING（TBS）
- 荒野のテレビマン（1987年、フジテレビ）
- 痛快!ロックンロール通り（1988年、TBS）
- 火曜サスペンス劇場（日本テレビ）
  - 女検事・霞夕子6・別荘の女（1988年11月、広済堂プロダクション）
  - 女検事・霞夕子7・自転車に乗る女（1989年4月）
  - 夜の事情（1994年1月25日） - 外浦淳一 役
  - 救命救急センター（2000年 - 2002年） - 坂木耕作 役
- はいすくーる落書 最終回スペシャル（1989年、TBS） - 三枝 役
- 愛し方がわからない（1989年、TBS） 第8回 - 吉岡吾郎 役
- 体罰教室（1990年2月14日、日本テレビ）
- ホットドッグ（1990年、TBS）
- 世にも奇妙な物語（フジテレビ）
  - 第1シリーズ「超・能・力!」（1990年8月9日） - 加山 役
  - 第2シリーズ「バカばっかりだ!」（1991年2月7日） - 主演・相馬葉介 役
  - 第2シリーズ「柵」（1991年8月22日） - 宇田川 役
  - 1991年 春の特別編「急患」（1991年4月4日） - 森忠幸 役
  - 七夕の特別編「恐竜はどこへ行ったのか?」（1994年7月7日） - 田口修 役
  - 1995年 春の特別編「笑う頭脳」（1995年4月3日） - 木谷俊和 役
  - 1995年 秋の特別編「地獄のタクシー」（1995年10月4日） - 主演・豪林修 役
  - 15周年の特別編「奥さん屋さん」（2006年3月28日） - 主演・平沢杜夫 役
  - 2008年 秋の特別編「推理タクシー」（2008年9月23日） - タクシー運転手 役
  - 2018年 秋の特別編「幽霊社員」（2018年11月10日） - 主演・工藤良治 役[注釈 2]
- 月曜ドラマスペシャル（TBS）
  - 代議士秘書の犯罪（1990年10月29日）
  - 乱歩〜妖しき女たち〜（1994年7月4日） - 主演・明智小五郎 役他
- 先生のお気にいり!（1991年、TBS系） - 清水卓也 役
- 東京エレベーターガール（1992年、TBS） - 前野博課長 役
- ずっとあなたが好きだった（1992年、TBS） - 桂田冬彦 役
- ギミア・ぶれいく「インスマスを覆う影」（1992年、TBS） - 主演・平田択喜司 役
- 土曜ドラマ（NHK総合）
  - 私が愛したウルトラセブン（1993年） - 金城哲夫 役
  - 破裂（2015年10月10日 - 11月21日） - 城貞彦 役
- 赤サギちゃんに気をつけて…　冬彦さんはすごくてコワい結婚サギ師!今日もあなたを狙ってる（1993年4月9日、TBS） - 主演・勝 役
- ダブル・キッチン（1993年、TBS） - 寺田ユウノスケ 役
- 誰にも言えない（1993年、TBS） - 山田麻利夫 役
- サザエさん（1993年、フジテレビ） - 伊佐坂難物 役
- 泣きたい夜もある（1993年、毎日放送）
- 愛と疑惑のサスペンス「いのちの誘拐」（1994年、関西テレビ） - 早川利治 役
- 私の運命（1994年 - 1995年、TBS） - 片桐俊太郎 役
- 沙粧妙子-最後の事件-（1995年、フジテレビ） - 池波宗一 役
- 恋人みたいに泣かないで（1995年、テレビ朝日）
- 長男の嫁2〜実家天国（1995年、TBS） - 渡辺佑介 役
- 土曜ワイド劇場（テレビ朝日）
  - "月蝕の館"殺人事件（1996年） - 主演・明日香井響 役
  - 遺品の声を聴く男2（2010年9月18日、朝日放送） - 速水正一 役
  - 法医学教室の事件ファイル31（2010年9月25日） - 前原警部 役
  - ホゴカン 熱血保護司・村雨晃司の事件簿（2013年8月31日） - 駒田総一郎 役
  - おみやさんスペシャル2（2016年10月15日、テレビ朝日） - 朝比奈拓郎 役
- その気になるまで（1996年、TBS） - 神代秀明 役
- 透明人間 第1話、第9話（1996年、日本テレビ）
- グッドラック（1996年、日本テレビ） - 藤堂竜作 役
- 義務と演技（1996年、TBS） - 武田芳彦 役
- 特命リサーチ200X（1996年 - 2002年、日本テレビ） - 松岡チーフ 役
- ガラスの靴（1997年、日本テレビ） - 安藤隆太郎 役
- 青い鳥（1997年、TBS） - 綿貫広務 役
- 凍りつく夏（1998年、読売テレビ） - 及川研一 役
- LOVE&PEACE（1998年、日本テレビ） - 堀口敏男 役
- 君といた未来のために 〜I'll be back〜（1999年、日本テレビ） - 黛裕介 役
- グッドニュース（1999年、TBS） - 丹下卿太郎 / 千幻薫 役（2役）
- 百年の物語 第3夜「現代編・Only Love」（2000年8月30日、TBS） - 千代の元恋人 役
- フードファイト（2000年、日本テレビ） - 宮園恭作 役
- 京極夏彦 「怪」（2000年、WOWOW） - 山岡百介 役
- スタイル!（2000年、テレビ朝日） - 玉置卓郎 役
- 女と愛とミステリー（テレビ東京）
  - 闇の脅迫者〜江戸川乱歩の『陰獣』より（2001年4月25日） - 主演・寒川 役
  - 天使の傷痕（2001年7月4日） - 中村警部補 役
  - 警視庁・樋口警部補（2003年8月20日・2004年9月12日） - 氏家譲 役
  - 刑事長2（2014年5月14日） - 万堂道夫 役
- プラトニック・セックス（2001年、フジテレビ系） - 石川秀之 役
- TRICK2 エピソード3（2002年、テレビ朝日） - 深見博昭 役
- マイリトルシェフ 第5話（2002年、TBS） - 伊藤明文 役
- しあわせのシッポ（2002年、TBS） - 竹屋喜好 役
- ショムニFINAL 最終回（2002年、フジテレビ系） - 富田明 役
- 精霊流し〜あなたを忘れない〜（2002年、NHK総合） - 野川初雄 役
- 新春ドラマスペシャル 秋刀魚の味（2003年、フジテレビ） - 平山幸一 役
- スカイハイ 第8話 - （2003年、テレビ朝日） - 東賢 役
- 最後の弁護人 最終話（2003年、日本テレビ） - 吉野一臣 役
- 独身3（2003年、テレビ朝日） - 水上昇 役
- タイムリミット （2003年6月25日、TBS） - 竹中署長 役 [35]
- ドラマW（WOWOW）
  - 交渉人（2003年8月17日） - 安藤靖隆 役
  - 都市伝説セピア「アイスマン」（2009年7月26日）
- 共犯者（2003年、日本テレビ系） - 中尾文彦 役
- ドールハウス（2004年、TBS） - 田崎誠 役
- ヴァンパイアホスト（2004年、テレビ東京系） - 天藍 役
- 春のドラマスペシャル 女達の罪と罰（2004年4月6日、フジテレビ） - 佐倉延高 役
- ウルトラシリーズ
  - ウルトラQ dark fantasy（2004年、テレビ東京） - ナレーション
    - 第6話 - 巽部長 役
    - 第25話 - 日下部四郎 役

  - ウルトラマンマックス（2005年、中部日本放送） - ナレーション
  - ウルトラマンオーブ 第24話・最終話（2016年12月17日・24日、テレビ東京） - 菅沼龍太郎 役
- WATER BOYS2（2004年、フジテレビ） - 粕谷耕造 役
- 女刑事みずき〜京都洛西署物語〜（2005年、テレビ朝日） - 沖田智仁 役
- 東京ワンダーツアーズ on X'mas（2005年、日本テレビ） - 濱田俊夫 役
- 松本清張特別企画・渡された場面 （2005年4月17日、テレビ東京） - 下坂一夫 役
- 女の一代記（2005年） - 楠本淳 役
- 文學の唄 恋する日曜日「蒲団」（2005年10月2日、BS-i） - 主演・竹中時雄 役
- Just Do It　(2006年、ネットシネマ.tv)
- 喰いタン-食通探偵の推理紀行-（2006年、日本テレビ） - 五十嵐修稔 役
  - 喰いタン2（2007年）
- 弁護士のくず（2006年4月、TBS） - 川田郁夫 役
- DRAMA COMPLEX（日本テレビ）
  - 松本清張スペシャル 共犯者（2006年5月） - 倭誠一 役
  - 恋人たちの記憶（2006年7月25日）
- PS -羅生門-（2006年7月、テレビ朝日） - 土橋順一郎 役
- トリプル・キッチン（2006年8月1日、TBS）
- 相棒 （テレビ朝日）
  - season5 第9話「殺人ワインセラー」（2006年12月6日） - 藤巻譲 役
  - season23 第15話「キャスリング」（2025年2月12日） - 奥田剛 役
- 華麗なる一族（2007年1月、TBS） - 志摩観光ホテル支配人 役
- 翼の折れた天使たち 第4夜 商品（2007年3月1日、フジテレビ） - 前川拓郎 役
- 地獄の沙汰もヨメ次第（2007年、TBS） - 城之内竜太 役
- 必殺仕事人2007（2007年7月7日、朝日放送・テレビ朝日） - 加賀谷玄衛門 役
- 少年ドラマ夕陽ヶ丘の探偵団（2007年12月、NHK教育） - ロボカラスの声 役
- ひとがた流し（2007年12月、NHK総合） - 日高類 役
- 天と地と（2008年1月6日、テレビ朝日） - 長尾晴景 役
- 土曜プレミアム（フジテレビ）
  - 夢の見つけ方教えたる!（2008年3月8日） - 町村賢二郎 役
  - 誰も守れない（2009年1月24日） - 坂本一郎 役
- 笑顔をくれた君へ〜女医と道化師の挑戦〜（2008年3月14日、フジテレビ）
- 課長島耕作（2008年6月25日、日本テレビ） - 松本専務 役
  - 課長島耕作2〜香港の誘惑〜（2008年10月1日）
- 月曜ゴールデン（TBS）
  - 西村京太郎サスペンス 探偵 左文字進12　凶器の隠し場所（2008年6月16日） - 北村勇作 役
  - 宮部みゆき・4週連続 “極上”ミステリー 最終夜『レベル7』（2012年5月28日） - 犬山刑事 役
- 正義の味方（2008年、日本テレビ） - 中田五郎 役
- 東京少女岡本杏理 第2話 家出のススメ（2008年8月9日、BS-i） - 田邊 役
- 柳生一族の陰謀（2008年9月、テレビ朝日） - 烏丸少将文麿 役
- 怨み屋本舗スペシャル2〜マインドコントロールの罠〜（2009年1月7日、テレビ東京） - 桐生善道 役
- アイシテル〜海容〜（2009年、日本テレビ） - 小沢秀昭 役
- 風に舞いあがるビニールシート（2009年、NHK総合） - 米倉仁 役
- 官僚たちの夏（2009年7月 - 9月、TBS） - 西丸賢治 役
- 金曜プレステージ（フジテレビ）
  - ホストの女房（2009年8月24日） - 藤崎和範 役
  - 事件屋稼業（2013年） - 矢柴修一郎 役
- 行列48時間（2009年10月 - 11月、NHK総合） - 笹島警部補 役
- 坂の上の雲（2009年 - 2011年、NHK総合） - 陸羯南 役
- 咲くやこの花（2010年1月 - 3月、NHK総合） - 信助 役
- ハンチョウ〜神南署安積班〜シリーズ2（2010年1月 - 3月、TBS） - 高城管理官 役
- ジロチョー 清水の次郎長維新伝（2010年1月13日、テレビ東京）
- 左目探偵EYE（2010年1月 - 3月、日本テレビ） - 福地警視 役
- ジョーカー 許されざる捜査官 第9話（2010年9月7日、フジテレビ） - 鈴川孝太 役
- 科捜研の女（テレビ朝日）
  - 第10シリーズ CASE.9（2010年9月9日） - 西尾晴彦 役
  - 第16シリーズ CASE.12（2017年2月2日） - 兵藤貞弘 役
- SPEC〜警視庁公安部公安第五課 未詳事件特別対策係事件簿〜 第2話（2010年10月15日、TBS） - 大島優一 役
- てのひらのメモ（2010年10月23日、NHK総合） - 折川孝之 役
- ナサケの女〜国税局査察官〜 第2話（2010年10月28日、テレビ朝日） - 白石税理士 役
- 2夜連続 松本清張スペシャル 球形の荒野（2010年11月26日・27日、フジテレビ） - 村尾芳生 役
- コヨーテ、海へ（2011年1月3日、WOWOW） - 北村 役
- フェイク 京都美術事件絵巻（2011年1月 - 2月、NHK総合） - 真野琢磨 役
- デカワンコ（2011年1月 - 3月、日本テレビ） - 五十嵐太一 役
- 遺留捜査（2011年4月 - 6月、テレビ朝日） - 曽根武雄 役
- SP〜警視庁警護課（2011年10月8日、テレビ朝日） - 田丸信作 役
- 連続ドラマW（WOWOW）
  - 分身（2012年2月 - 3月） - 氏家清 役
  - 天の方舟（2012年12月 - 2013年1月） - 百目鬼総 役
  - 震える牛（2013年6月 - 7月） - 宮田次郎 役
  - トクソウ（2014年5月11日 - 6月8日） - 篠原紀夫 役
  - MOZU Season2〜幻の翼〜（2014年6月22日 - 7月20日） - 池沢清春 役
  - しんがり 山一證券 最後の聖戦（2015年9月20日 - 10月25日） - 谷口芳雄 役
  - 沈まぬ太陽 第2部（2016年、WOWOW開局25周年記念） - 海野昇 役 [36]
  - 石つぶて〜外務省機密費を暴いた捜査二課の男たち〜（2017年11月5日 - 12月24日） - 安西俊晴 役
  - 春が来た（2018年1月13日 - 2月10日） - 岸川周次 役
  - トッカイ～不良債権特別回収部～（2021年1月17日 - 4月4日） - 二階堂頼明 役
  - トップリーグ（2019年10月5日 - 11月9日） - 芦原新太郎 役
- デカ 黒川鈴木 第12話（2012年3月22日、読売テレビ） - 冬沢誠二 役
- 謎解きはディナーのあとでスペシャル（2012年3月27日、フジテレビ） - 手塚道則 役
- 未来日記-ANOTHER:WORLD-（2012年4月 - 6月、フジテレビ） - 木部徹 役
- 松本清張没後20年特別企画 ドラマスペシャル 波の塔（2012年6月23日、テレビ朝日） - 石井哲夫 役
- リッチマン、プアウーマン（2012年7月 - 9月、フジテレビ） - 山上芳行 役
  - リッチマン、プアウーマン in ニューヨーク（2013年4月1日、フジテレビ）
- 土曜ドラマスペシャル『負けて、勝つ 〜戦後を創った男・吉田茂〜』（2012年9月 - 10月、NHK総合） - 広田弘毅 役
- 東京全力少女 最終話（2012年12月19日、日本テレビ） - 華子の出演ドラマの共演者（友情出演） 役
- 赤川次郎原作 毒〈ポイズン〉 第12話（2012年12月20日、読売テレビ） - 大月宗太郎 役
- ミエリーノ柏木（2013年1月11日 - 3月29日、テレビ東京） - 佐野 役
- 開局55周年記念ドラマスペシャル『最も遠い銀河』（2013年2月2日・3日、テレビ朝日） - 吹田衛 役
- ビブリア古書堂の事件手帖 第8・10話（2013年3月4日・18日、フジテレビ） - 井上太一郎 役
- ドラマスペシャル『この世で俺/僕だけ』（2013年3月31日、BSジャパン） - 犬養とおる 役
- 空飛ぶ広報室 第3話（2013年4月28日、TBS） - 滝川紘一 役
- 京都地検の女 第9シリーズ 第1話（2013年7月18日、テレビ朝日） - 大塚真吾 役
- ぴんとこな 第7・9話（2013年8月29日・9月12日、TBS） - 千葉啓介 役
- 水木しげるのゲゲゲの怪談「不死鳥を飼う男」（2013年8月31日、フジテレビ） - 牧野杢太 役
- ダンダリン 労働基準監督官（2013年10月2日 - 12月11日、日本テレビ） - 真鍋重夫 役
- 鍵のかかった部屋SP（2014年1月3日、フジテレビ） - 平松哲治 役
- 戦力外捜査官（2014年1月11日 - 3月15日、日本テレビ） - 小早川安博 役
- 日曜エンターテインメント 開局55周年記念 松本清張二夜連続ドラマスペシャル 第二夜『松本清張 黒い福音〜国際線スチュワーデス殺人事件〜』（2014年1月19日、テレビ朝日） - 新田和彦 役
- 特集ドラマ『生きたい たすけたい』（2014年3月11日、NHK） - 東京都幹部 役
- マルホの女〜保険犯罪調査員〜（2014年4月11日 - 6月13日、テレビ東京） - 藤堂昭平 役
- プレミアムよるドラマ『喰う寝るふたり 住むふたり』（2014年5月6日 - 6月24日、NHK BSプレミアム） - 町田雄三 役
- 金曜ロードSHOW!特別ドラマ『磁石男』（2014年6月13日、日本テレビ） - 内川五郎 役
- おそろし〜三島屋変調百物語（2014年8月30日 - 9月27日、NHK BSプレミアム） - 三島屋伊兵衛 役
- 金曜ロードSHOW!特別ドラマ『ヒガンバナ〜女たちの犯罪ファイル』（2014年10月24日、日本テレビ） - 神藤勇蔵 役
  - ヒガンバナ〜警視庁捜査七課〜（2016年1月13日 - 3月16日、日本テレビ） - 神藤勇蔵 役
- フィッシャーマンズ・ブルース（2014年12月20日 - 27日、テレビ朝日） - 謎の男 役
- 月曜ミステリーシアター 警部補・杉山真太郎〜吉祥寺署事件ファイル（2015年1月12日 - 3月23日、TBS） - 岡崎克彦 役
- 水曜ミステリー9 → 月曜プレミア8（テレビ東京）
- 警視庁強行犯 樋口顕シリーズ（2015年2月25日 - ） - 氏家譲 役
  - 警視庁強行犯係 樋口顕（連続ドラマ）（2021年1月15日 - 2月19日・2022年7月15日 - 9月2日、金曜8時のドラマ） - 同上
- 金曜ロードSHOW!『THE LAST COP/ラストコップ』（2015年6月19日、日本テレビ） - 遠藤勇二 役
  - THE LAST COP/ラストコップ 第3話・最終話（2016年10月22日・12月10日）
- BS時代劇『一路』（2015年7月31日 - 9月25日、NHK BSプレミアム） - 蒔坂将監 役
- ドラマスペシャル『所轄魂』（2015年9月20日、テレビ朝日） - 山岡宗男 役[37]
- よろず屋ジョニー（2015年11月20日 - 12月18日、フジテレビTWO） - ボス 役[38]
- サスペンス特別企画「仮釈放の条件 出口の裁判官 岬真斗香」（2016年3月13日、テレビ東京） - 小原秀樹 役
- ドラマスペシャル『黒の斜面』（2016年1月24日、テレビ朝日） - 本間刑事 役
- 警視庁ゼロ係〜生活安全課なんでも相談室〜 第4話（2016年2月5日、テレビ東京） - 温井栄介 役
- 松本清張ドラマスペシャル『地方紙を買う女〜作家・杉本隆治の推理』（2016年3月12日、テレビ朝日） - 服部三郎 役
- 百合子さんの絵本 〜陸軍武官・小野寺夫婦の戦争〜（2016年7月30日、NHK総合） - 久本正 役
- 銀と金 第4話 - 第6話（2017年1月28日 - 2月11日、テレビ東京） - 中島昭夫 役
- 下剋上受験 第7話（2017年2月24日、TBS） - 朝比奈医師 役
- 三匹のおっさん3〜正義の味方、みたび!!〜 最終話（2017年3月10日、テレビ東京） - 柏木善信 役
- 月曜名作劇場（TBS）
  - みなと署落とし物係 秘密捜査官 危険な二人（2017年3月6日） - 京極龍園 役
  - 今野敏サスペンス 確証〜警視庁捜査三課（2017年11月6日） - 田端守雄 役
  - 信濃のコロンボ5（2017年11月20日） - 神谷幸助 役
  - 警視庁岡部班（2017年11月27日 - ） - 神谷幸助 役
- 警部補・碓氷弘一〜殺しのエチュード〜（2017年4月9日、テレビ朝日） - 鈴木滋 役
  - 警部補・碓氷弘一〜マインド〜（2018年11月25日）
- スペシャルドラマ「返還交渉人 ―いつか、沖縄を取り戻す―」（2017年8月12日、NHK BSプレミアム） - 西條公彦 役
- 吾輩の部屋である（2017年9月26日 - 10月24日、日本テレビ） - 換気扇 役（声の出演）
- 日曜ワイド 警視庁さがし物係（2018年2月11日、テレビ朝日） - 矢代正彦 役
- 99.9-刑事専門弁護士- SEASON II 第8話（2018年3月11日、TBS） - 藤堂正彦 役
- コンフィデンスマンJP 第4話（2018年4月30日、フジテレビ） - 俵屋勤 役
- いつまでも白い羽根 最終話（2018年5月26日、東海テレビ・フジテレビ系） - 寺内誠司 役
- 限界団地（2018年6月2日 - 7月28日、東海テレビ・フジテレビ系） - 主演・寺内誠司 役[39]
- 居酒屋ぼったくり 第9話（2018年6月9日、BS12 トゥエルビ） - 太田 役
- 雲霧仁左衛門4（2018年9月7日 - 10月19日、NHK BSプレミアム） - 赤川大膳 役
- ハラスメントゲーム（2018年10月15日 - 12月10日、テレビ東京） - 水谷逸郎 役
  - ハラスメントゲーム 秋津VSカトクの女（2020年1月10日、テレビ東京） - 水谷逸郎 役
- BS笑点ドラマスペシャル 五代目三遊亭圓楽（2019年1月12日、BS日テレ） - 三遊亭圓生 役
- 家売るオンナの逆襲 第4話（2019年1月30日、日本テレビ） - 山路功夫 役
- メゾン・ド・ポリス 第9話・最終話（2019年3月8日・15日、TBS） - 野間仁 役
- 浮世の画家（2019年3月24日、NHK BSプレミアム） - 斎藤博士 役
- 砂の器（2019年3月30日、フジテレビ） - 神崎圭吾 役
- 東京二十三区女 第1話（2019年4月12日、WOWOW） - 日向 役
- おしい刑事（2019年5月5日 - 26日、NHK BSプレミアム） - 榎下主税 役
  - やっぱりおしい刑事（2021年3月7日 - 4月25日 、NHK BSプレミアム） - 榎下主税 役
- 日曜プライム 警視庁・捜査一課長 新作スペシャルII（2019年7月14日、テレビ朝日） - 黒木暁 役
- 黒蜥蜴-BLACK LIZARD-（2019年12月29日・NHK BSプレミアム、2020年2月8日・NHK BS4K） - 中村部長 役
- 10の秘密（2020年1月14日 - 3月17日、フジテレビ） - 長沼豊 役[9]
- まとわりつくオンナ - 五つの地獄編 第4話（2020年3月6日、TBS） - 友情出演[40]
- 特捜9 season3 最終話・season4 第1話（2020年7月22日・2021年4月7日、テレビ朝日） - 渡辺理人 役
- ディア・ペイシェント〜絆のカルテ〜（2020年7月17日、NHK総合） - 藤井宏明 役
- 私たちはどうかしている（2020年8月12日 - 9月30日、日本テレビ） - 高月宗寿郎 役
- 24 JAPAN（2020年10月9日 - 2021年3月26日、テレビ朝日） - 鬼束元司 役[41]
- リコカツ（2021年4月16日 - 4月30日〈第3話を最後に緊急降板〉、TBS） - 水口武史 役[42]
- 言霊荘 第6話 - 最終話（2021年11月13日 - 12月18日、テレビ朝日） - 葉鳥久 役
- 親愛なる僕へ殺意をこめて（2022年10月5日 - 11月30日、フジテレビ） - 白菱正人 役[43][44]
- NHKスペシャル「未解決事件 File.09 松本清張と帝銀事件」（2022年12月29日、NHK総合） - 山田義夫 役[45]
- 東京の雪男 第2話・第3話（2023年2月11日・18日、NHK Eテレ） - 総理大臣 役[46]
- スタンドUPスタート 第8話（2023年3月8日、フジテレビ） - 轟彰 役[47]
- 合理的にあり得ない 上水流涼子の解明 最終話  （2023年6月26日、フジテレビ） - S（エス） 役
- おっさんのパンツがなんだっていいじゃないか! 第8話（2024年2月24日、東海テレビ） - 鍋岡 役
- 島根マルチバース伝（2024年3月1日、NHK総合、松江放送局制作） - 「みせや」の店主 役[48]
- ユーミンストーリーズ 第3話「春よ、来い」（2024年3月18日 - 21日、NHK総合） - 鹿島彰 役
- バントマン 第9話（2024年12月7日、東海テレビ・フジテレビ系） - 茂上次晴 役[49]
- 相続探偵 第7話・第8話（2025年3月8日・15日、日本テレビ） - 薮内晴天 / 郷田蜆 役（二役）[50]
- 藤子・F・不二雄 SF短編ドラマ シーズン3「換身」（2025年3月25日、NHK BSプレミアム4K）[51]
- Dr.アシュラ（2025年4月16日 - 6月25日、フジテレビ） - 不動勝治 役[52]
- 魔物 (마물)（2025年4月18日 - 6月13日、テレビ朝日） - 名田奥太郎 役[53]
- 連続テレビ小説 ばけばけ（2025年後期放送予定、NHK） - 江藤 役[54]

### 配信ドラマ
- SICK'S 恕乃抄 〜内閣情報調査室特務事項専従係事件簿〜（2018年4月 - 8月、Paravi） - 大島優一 役
  - SICK'S 覇乃抄 〜内閣情報調査室特務事項専従係事件簿〜（2019年3月23日 - 5月18日、Paravi）
- 新聞記者（2022年1月13日配信、Netflix） - 中川久志 役

### 映画
- 夢みるように眠りたい（1986年、映像探偵社 = シネセゾン） - 主演・魚塚 役
- 帝都物語（1988年、東宝） - 鳴滝順一 役
- TOMORROW 明日（1988年、ヘラルド・エース = 日本ヘラルド映画） - 中川庄治 役
- 悪徳の栄え（1988年、日活） - 磯貝賢一 役
- ぼくらの七日間戦争（東宝） - 八代謙一 役
  - ぼくらの七日間戦争（1988年）
  - ぼくらの七日間戦争2（1991年）
- 舞姫 Die Tanzerin（1989年、東宝） - 谷村武 役
- 226（1989年、松竹） - 栗原安秀
- 夢の祭り（1989年、ヘラルド・エース = 日本ヘラルド映画） - 岸勇造 役
- 危ない話「ツタンカーメン王の呪い」（1989年、CBSソニーグループ） - カウンターのボーイ 役
- その男、凶暴につき（1989年、松竹富士） - 吉成新署長 役
- 二十世紀少年読本（1989年、CBS・ソニー）
- キスより簡単（1989年、東映クラシックス）
- ZIPANG（1990年、東宝） - 人形・文七 役
- 夏のページ（1990年、日活）
- さよなら、こんにちわ（1990年、アルゴプロジェクト） - 朝田卓也 役
- ゴールドラッシュ（1990年、東映） - 上岡 役
- われに撃つ用意あり（1990年、松竹） - 菊地 役
- ウルトラQ ザ・ムービー 星の伝説（1990年、松竹）
- 初体験物語（1991年）
- シャイなあんちくしょう（1991年） - 中島 役
- 四万十川（1991年、ヘラルド・エース = 日本ヘラルド映画） - 田村 役
- アジアン・ビート アイ・ラブ・ニッポン（1991年）
- TVO 恋愛犯罪映画（1991年、ジャパンホームビデオ） - 高塚刑事 役
- あふれる熱い涙（1992年、シネバレエ） - 国分良一 役
- 死霊の罠2/ヒデキ（1992年、ジャパンホームビデオ） - 倉橋 役
- くれないものがたり（1992年、パイオニアLDC） - 主演・室井春治 役（竹井みどりとW主演）
- 青春デンデケデケデケ（1992年、東映） - 伊藤倫胤 役
- 寝取られ宗介（1992年、松竹富士）
- はるか、ノスタルジィ（1993年、東映） - 家庭教師 役
- ちぎれた愛の殺人（1993年、東京テアトル = パイオニアLDC） - 主演・村木哲郎 役
- ゲンセンカン主人（1993年、シネセゾン） - 主演・津部（ゲンセンカン主人） 役
- 虹の橋（1993年、東宝） - 信之助 役
- 部屋 THE ROOM（1993年、アンカーズプロ） - もうすぐ死ぬ男 役
- 修羅場の人間学（1993年、東映） - 村木英明 役
- 私立探偵 濱マイクシリーズ（ナカチカピクチャーズ）
  - 我が人生最悪の時（1994年）
  - 遥かな時代の階段を（1995年）
  - 罠 THE TRAP（1996年）
- 怖がる人々（1994年、松竹）
- 毎日が夏休み（1994年、KUZUIエンタープライズ） - 林海寺成雪 役
- RAMPO（1994年、松竹 = 松竹富士） - 検閲課官吏  役
- 写楽（1995年、松竹 = 松竹富士） - 喜多川歌麿 役
- 無頼平野（1995年、ピターズ・エンド） - 忠男 役
- エンドレス・ワルツ（1995年、松竹 = 松竹富士）
- 南の島に雪が降る（1995年、リバース）
- tokyo skin（1996年、オンリーハーツ）
- 海ほおずき The Breath（1996年、映像探偵社 = Me&Herコーポレーション）
- THE DEFENDER（1997年、パル企画） - ウィザード 役
- CAT'S EYE キャッツ・アイ（1997年、東宝） - 柴田刑事課長 役（特別出演）
- ゴジラシリーズ（東宝）
  - ゴジラ2000 ミレニアム（1999年） - 宮坂四郎 役[4]
  - ゴジラ・モスラ・キングギドラ 大怪獣総攻撃（2001年） - 門倉春樹 役[4]
  - ゴジラ FINAL WARS（2004年） - 神父らしき男 役[4]
- KARAOKE（1999年、日本ヘラルド映画 = オフィス北野） - 林洋平 役 ※原案・監督も[55]
- 京極夏彦「怪」七人みさき（2000年） - 山岡百介 ※テレビドラマの劇場公開版
- 修羅雪姫（2001年） - 城所 役
- 化粧師 KEWAISHI（2002年、東映） - 北沢宏介 役
- 能楽師（2002年、『能楽師』製作委員会）
- ピカレスク 人間失格（2002年、GPミュージアムソフト） - 井伏鱒二 役
- 金融破滅ニッポン 桃源郷の人々（2002年、大映） - 鍬田和博 役
- AIKI（2002年、日活） - ビデオ屋の客 役
- タカダワタル的（2003年、アルタミラピクチャーズ） ※ドキュメンタリー映画
- 新・刑事まつり 一発大逆転「リハビリ刑事」（2003年、コムテッグ）
- 天使の牙B.T.A.（2003年、ワーナー ブラザース ジャパン） - 芦田課長 役
- 完全なる飼育 赤い殺意（2004年、アートポート） - 山田真一 役
- 夢幻彷徨 MUGEN-SASURAI（2004年、ワイズ出版）
- 感染（2004年、東宝） - 赤井潔 役
- あゝ!一軒家プロレス（2004年、ソフト・オン・デマンド） - 山路 役[56]
- ガラスの使途（2005年、プログレッシブ・ピクチャーズ）
- いぬのえいが「うちの子No.1」（2005年、ザナドゥー） - 主演・おじさん 役
- MAKOTO（2005年、松竹） - 村山純一 役
- 太陽 Солнце（2005年） - 藤田尚徳 役
- 容疑者 室井慎次（2005年、東宝） - 窪園行雄 役
- 妖怪大戦争（2005年、松竹） - 「怪」編集長百介 役
- 探偵事務所5〜5ナンバーで呼ばれる探偵達の物語〜（2005年、メディア・スーツ） - 探偵501 役
  - THE CODE/暗号（2009年） - 探偵501 役
- 親指さがし（2006年、ザナドゥー） - 秋葉刑事 役
- ありがとう（2006年） ※賛同出演
- 映画監督って何だ!（2006年、マジックアワー） - 緒形隆吉 役
- 暗いところで待ち合わせ（2006年、ファントム・フィルム） - 上司 役
- 実録・連合赤軍 あさま山荘への道程（2007年、若松孝二監督） - さらぎ徳二 役
- チーム・バチスタの栄光（2008年、東宝） - 垣谷雄次 役
- 誰も守ってくれない（2008年、東宝） - 坂本一郎 役
- 20世紀少年シリーズ（東宝） - ヤン坊・マー坊 役（二役）
  - 20世紀少年 -第1章- 終わりの始まり（2008年）
  - 20世紀少年 -最終章- ぼくらの旗（2009年）
- ゲゲゲの鬼太郎 千年呪い歌（2008年） - 蛇骨婆 役
- 浪漫者たち（2009年）
- 守護天使（2009年） - 編集長 役
- 美代子阿佐ヶ谷気分（2009年） - 編集者松田 役
- ジェネラル・ルージュの凱旋（2009年、東宝） - 垣谷 役
- アマルフィ 女神の報酬（2009年、東宝） - 西野道生 役
- 長髪大怪獣ゲハラ（2009年、日本放送協会） - 村上博士 役
- 真幸くあらば（2010年）
- RAILWAYS 49歳で電車の運転士になった男の物語（2010年） - 石川伸生 役
- HESOMORI -ヘソモリ-（2011年）
- はやぶさ/HAYABUSA（2011年） - 川渕幸一 役
- マイウェイ 12,000キロの真実 마이웨이（2012年） - 辰雄の父 役
- スーパー戦隊シリーズ
  - 海賊戦隊ゴーカイジャーVS宇宙刑事ギャバン THE MOVIE（2012年） - 宇宙警察総裁ウィーバル / 魔空監獄長アシュラーダ 役
  - 騎士竜戦隊リュウソウジャー THE MOVIE タイムスリップ!恐竜パニック!!（2019年） - ヴァルマ / ガイソーグ[57]
- ウタヒメ 彼女たちのスモーク・オン・ザ・ウォーター（2012年）
- インターミッション（2013年） - シロウ 役
- 遺体〜明日への十日間〜（2013年）
- 千年の愉楽（2013年） - 礼如 役
- 爆心 長崎の空（2013年） - 門田守和 役
- 秘密結社鷹の爪 鷹の爪GO 〜美しきエリエール消臭プラス〜（2013年） - レオナルド博士 役
- 彌勒 MIROKU（2013年） - 放浪画家Ｔ 役
- 偉大なる、しゅららぼん（2014年） - 日出淡九郎 役
- オー!ファーザー（2014年） - 悟 役
- 幻肢（2014年） - 宮沢教授 役
- 物置のピアノ（2014年） - 会川康二 役
- 禁忌（2014年） - 小波充 役
- 媚空 -ビクウ-（2015年） - 絶心 役[58]
- 仮面ライダー平成ジェネレーションズ Dr.パックマン対エグゼイド&ゴーストwithレジェンドライダー（2016年） - 財前美智彦 / Dr.パックマン / ゲノムス 役[59]
- なりゆきな魂、（2017年） - 主演・忠男 役[60][61][62]
- 母 小林多喜二の母の物語（2017年） - 安倍特高部長 役
- PARKS パークス（2017年） - 井上教授 役
- たたら侍（2017年） - 徳川家家臣 役
- ホペイロの憂鬱（2018年） - 樫井監督 役
- 私は絶対許さない（2018年） - 雪村 役
- となりの怪物くん（2018年） - 吉田泰造 役[63]
- 返還交渉人 いつか、沖縄を取り戻す（2018年） - 西條公彦 役 ※テレビドラマの劇場公開版
- 一粒の麦 荻野吟子の生涯（2019年、現代ぷろだくしょん） - 井上頼圀 役
- WE ARE LITTLE ZOMBIES（2019年） - 加茂慶一郎 役
- Fukushima 50（2020年） - 内閣総理大臣 役
- おかあさんの被爆ピアノ（2020年8月8日（7月17日広島にて先行公開）、新日本映画社） - 主演・加川勝則 役（武藤十夢とW主演）[64][注釈 3]
- 大仏廻国 The Great Buddha Arrival 2020年版（2020年9月4日） - 宮倉キャスター 役[66]
- 日本独立（2020年12月18日、シネメディア） - 美濃部達吉 役[67]
- ネズラ1964（2021年1月16日） - アズマ 役[68]
- 騙し絵の牙（2021年3月26日） - 宮藤和生 役[69]
- 親密な他人（2022年3月5日、シグロ）
- 白鍵と黒鍵の間に（2023年10月6日、東京テアトル） - 宅見 役[70]
- おしょりん（2023年11月3日、KADOKAWA） - 橋本清三郎 役[71]
- 火だるま槐多よ（2023年12月23日、渋谷プロダクション） - 式部鋭 役[72]
- カミノフデ 〜怪獣たちのいる島〜（2024年7月26日、ユナイテッドエンタテインメント） - 時宮健三  役[73][74]
- スマホを落としただけなのに 〜最終章〜 ファイナル ハッキング ゲーム（2024年11月1日、東宝） - チョン・ハクソン 役[75]
- 私の見た世界（2025年7月26日、トライアングルCプロジェクト） - 親方 役[76]
- アオショー!（2025年9月5日公開予定、ギグリーボックス） - 七五三野巧 役[77][78]
- 旅と日々（2025年11月7日公開予定、ビターズ・エンド）[79]

### オリジナルビデオ
- LSD_-ラッキースカイダイアモンド-（1990年、ジャパンホームビデオ） - 片山院長 役
- 女バトルコップ（1990年、東映ビデオ） - ヘンリー大場 役
- キングの火遊び（1991年、東映ビデオ）
- 音曲の乱（1992年、EPIC・ソニー）
- とられてたまるか!（1992年、東映ビデオ）
- 実相寺昭雄の不思議館『受胎告知』（1992年、バンダイビジュアル）
- 標的 羊たちの哀しみ（1996年、ミュージアム）
- 君のままで（2004年、ギャガ・コミュニケーションズ） - 藤井 役

### 舞台
- 葵上（1990年、作／三島由紀夫・演出／茂山千之丞）
- 榎本武揚（1991年、作／安部公房・演出／竹内銃一郎）
- 東京大仏心中（1992年、作・演出／竹内銃一郎）
- 月ノ光（1995年、作・演出／竹内銃一郎）
- チュニジアの歌姫（1997年、作・演出／竹内銃一郎）
- 漱石とヘルン（1997年、作・演出／坂手洋二）
- マラカス（1998年、作・演出／唐十郎）
- ラストワルツ（1999年、作・演出／竹内銃一郎）
- 月ノ光（2000年、作・演出／竹内銃一郎）
- 春（2001年、作・演出／山崎哲）
- 今宵かぎりは…（2002年、作・演出／竹内銃一郎）
- マダラ姫（2004年、作・演出／竹内銃一郎）
- いとこ同志（2007年、作・演出／坂手洋二）
- 僕と僕（2007年、作・演出／山崎哲）
- シャケと軍手（2008年、作・演/山崎哲）
- おもいのまま（2011年、作/中島新・演出・美術・音楽デザイン／飴屋法水）
- 安部公房の冒険（2014年、作/松枝佳紀、演出/荒戸源次郎）
- わが友、第五福竜丸（2023年、作・演出/坂手洋二） - 声の出演[80]

### ラジオ
- FMシアター 「スタンピード・暴走」（1992年3月1日、NHK-FM）
- 佐野史郎のタイムスリップ1969（1993年6月7日、TBSラジオ）[81]
- 佐野史郎と松任谷由実のタイムスリップ1974 ～ 誰にも言えない真冬の夜の夢（1993年12月5日、TBSラジオ）[82]
- 宮崎駿の雑想ノート　第5話「知られざる巨人の末弟」（1995年12月24日・31日、ニッポン放送）
- いとしのオールディーズ（2009年11月27日、NHKラジオ第1）[83]
- 爆笑問題の日曜サンデー（2010年6月20日、TBSラジオ） - 「ここは赤坂応接間」ゲスト
- Radio SCOPE（TBSラジオ） - MC
  - 1st season（2013年7月 - 2014年3月）
  - 2nd season（2014年10月 - 2015年3月）
- 岡田惠和 今宵、ロックバーで〜ドラマな人々の音楽談義〜　第172回（2015年10月24日、NHK-FM） - ゲスト[84]
- FMシアター 「桜を伐る」（2016年5月14日、NHK-FM）[85]
- FMシアター 「家族のコツ」（2018年2月10日、NHK-FM）[86]
- 今日は一日“ユーミン”三昧（2018年8月14日、NHK-FM）
- Changeの瞬間 〜がんサバイバーストーリー〜（2022年10月30日・11月6日、朝日放送ラジオ）[87]

### ドキュメンタリー
- 特撮のヒーロー ウルトラマンの世界 (1993年8月、NHK-BS2）
- ハイビジョンスペシャル 煙はるかに 世界SL紀行 第4回南国満載庶民列車~ミャンマー~(2001年4月26日、NHK-BShi）
- あの歌がきこえる（2006年4月、NHK総合） - 案内人
- わたしが子どもだったころ 〜佐野史郎〜（2007年11月、NHK-BShi）
- 生中継!伝統・ホーランエンヤ（2009年5月16日、山陰放送） - ゲスト出演
- 古代ロマン歴史の源流・出雲（山陰放送） - ナビゲーター
  - 古代ロマン歴史の源流・出雲〜出雲大社の謎にせまる〜（2009年7月）
  - 古代ロマン歴史の源流・出雲〜荒ぶる神スサノオ伝説にせまる〜（2010年10月10日）
  - 古代ロマン歴史の源流・出雲〜古事記に秘められた謎を探る〜（2011年10月9日）
  - 古代ロマン歴史の源流・出雲〜古事記が語りかける現代人へのメッセージ〜（2012年10月7日）
  - 目には見えない宝もの〜古代ロマン歴史の源流・出雲〜（2013年8月31日）
- 緊急警告!!2012年人類破滅!?ノストラダムス最後の大予言SP（2009年12月22日、日本テレビ） - ゲスト出演
- 極める!「佐野史郎のなぞの石学」（2010年6月〜7月、NHK教育）
- 妖しき文豪怪談の魅力 （2010年8月12日、NHK総合） - 進行
- 巨大戦艦大和〜乗組員たちが見つめた生と死〜（2012年8月11日、NHK BSプレミアム） - 朗読
- 音で怪獣を描いた男〜ゴジラVS伊福部昭〜（2014年7月6日、NHK BSプレミアム）
- 八雲の帰郷〜佐野史郎&山本恭司ギリシャ朗読ライブ〜（2014年10月、山陰放送、JNN中四国ブロック・BS-TBS）
- 木曜スペシャル「探訪！京都巡礼団〜結界に守られし都の秘密〜」#7（BS日テレ、2014年7月3日） - レギュラー出演
- 木曜スペシャル「探訪！京都巡礼団2〜朝廷 vs 武家 権力者が信じた秘密の力〜」#18（BS日テレ、2014年12月4日） - レギュラー出演
- 水木しげる93歳の探*検記〜妖怪と暮らした出雲国〜（2015年9月、山陰放送、JNN中四国ブロック（9月5日）・BS-TBS（9月6日））
- 「ゲゲゲの鬼太郎誕生の秘密」反戦の漫画家・水木しげる（2016年1月13日、BS朝日）
- フェイス「好きなことをやりなさい 〜水木しげるの未公開日記〜」（2017年2月24日、NHK中国地方向け） - 出演・朗読
- 直撃!シンソウ坂上（2018年7月12日、フジテレビ） - ナレーション
- 新美の巨人たち（2020年3月20日、テレビ東京） - 旅人[88]

### バラエティ
- 美味でおもてなし〜佐野史郎の隠れ家へようこそ〜（2000年、毎日放送）
- 銀幕会議（2005年、フジテレビ） - MC
- ヘビメタさん（2005年、テレビ東京） - 第22回にゲスト出演
- ROCK FUJIYAMA（2006年、テレビ東京） - 第9回・第36回にゲスト出演
- スタジオパークからこんにちは（2006年5月、2014年9月、NHK総合） - ゲスト出演
- 最恐!怪談夜話（NHK-BS2、2009年8月22日）
- 課外授業ようこそ先輩（NHK総合）
  - 「21世紀の怪談さがし」（2005年2月27日） - 自身が授業を行う
  - 「カラダはミステリー!?〜医師・作家 海堂尊〜」（2009年12月13日） - ナレーション
- ふるさと発スペシャル きずなのうた〜40歳の音楽喫茶〜（2009年12月14日、NHK総合）※地方ローカル
- 題名のない音楽会（2013年5月26日、テレビ朝日） - ｢なんてったってジミー・ペイジ｣で野村義男、ROLLYと出演
- コントの劇場 〜The Actors' Comedy〜（2013年9月27日、2014年6月27日、NHK BSプレミアム）
- Let's天才てれびくん（2016年5月11日、NHK Eテレ）
- 痛快TV スカッとジャパン（2018年7月2日、フジテレビ） - 笹野一郎 役
- 絶対に笑ってはいけない青春ハイスクール24時!完全版SP（2020年1月4日） - 科学部顧問

### テレビアニメ
- イーハトーブ幻想〜KENjIの春（1996年12月14日、テレビ岩手） - 主演・ケンジ[89]
- ゲゲゲの鬼太郎 第4作 第57話「吸血鬼エリート!」（1997年2月16日、フジテレビ） - エリート：挿入歌「吸血鬼エリート」を作詞作曲して担当している。
- てれび絵本「水木しげるの妖怪えほん」（2017年6月 - 10月・2018年4月 - 8月・2021年12月、NHK Eテレ） - 語り

### 劇場アニメ
- 劇場版ポケットモンスター セレビィ 時を超えた遭遇（2001年） - ビシャス
- アタゴオルは猫の森（2006年、角川ヘラルド映画）
- Genius Party Beyond 「陶人キット」（2008年、STUDIO 4℃） - 島田
- 秘密結社鷹の爪 鷹の爪GO 〜美しきエリエール消臭プラス〜（2013年）

### 吹き替え
- 101（1996年） - ロジャー・ラドクリフ（ジェフ・ダニエルズ）
- 屋根裏のポムネンカ（チェコ人形アニメ映画、2009年） - フラヴァ
- GODZILLA ゴジラ（2014年） - 分析官[90][4]

### 朗読コンテンツ
- 「人間椅子/押繪と旅する男」江戸川乱歩著（新潮社CD ISBN 4-108300548） 2001年
- 「野槌の墓」宮部みゆき著（NHKサービスセンターオーディオブック） 2015年

### CM
- セブン-イレブン（1989年）
- 東京電力（1992年 - 1999年）
- INAX（1998年 - 1999年）
- アップル(車買い取り)（1999年 - 2000年）
- 三菱電機 （2003年） - 内山信二との共演
- ファイザー（2000年）
- 山陰合同銀行（2019年 - ）

### MV
- 南壽あさ子「かたむすび」（2015年）[91]
- くるり「loveless」（2022年）[92]

### ゲーム
- GOD WARS 〜時をこえて〜（角川ゲームス、2016年） - ナレーター

## ディスコグラフィー

### インディーズ
タイムスリップ
- 「たんす」（1991年）
- 「おくすり」（1993年)
- 「3」（1997年）

Sanch
- 「short movies」（2005年)

### メジャーレーベル
シングル
タイムスリップ
- 「女教師／古い本」（1992年）
- 「スチームシティー／小平の女」（1993年）

佐野史郎 meets SKYE with 松任谷正隆
- 「禁断の果実／美しい街」（2019年）

アルバム
ソロ
- 「君が好きだよ」（1995年）
- 「佐野史郎とライスカレー」（2001年） - 佐野史郎とライスカレー
- 「禁断の果実」（2019年） - 佐野史郎 meets SKYE with 松任谷正隆
- 「ALBUM」（2023年） - 佐野史郎 meets SKYE

## 著書
- ふたりだけの秘密―あるいは、自転車・写真機・警報器（筑摩書房 ISBN 4-48080336X）小説 1996年
- こんなところで僕は何をしてるんだろう（角川書店 ISBN 4-048834991）エッセイ1998年
- 曇天の穴（学研ホラーノベルズ『クトゥルー怪異録』収録 学研 ISBN 4-05-400385-0 / 学研M文庫『クトゥルー怪異録』収録 学研 ISBN 4-05-900007-8）小説 1994年/2000年
- 怪奇俳優の演技手帖（岩波アクティブ新書 ISBN 4-007001286）演技論集2004年